# Tabocas do Brejo Velho
Tabocas do Brejo Velho är en kommun i Brasilien.   Den ligger i delstaten Bahia, i den östra delen av landet, 600 km nordost om huvudstaden Brasília. Antalet invånare är 11 428.
I omgivningarna runt Tabocas do Brejo Velho växer huvudsakligen savannskog. Runt Tabocas do Brejo Velho är det mycket glesbefolkat, med 4 invånare per kvadratkilometer.